# Manfred Stohl

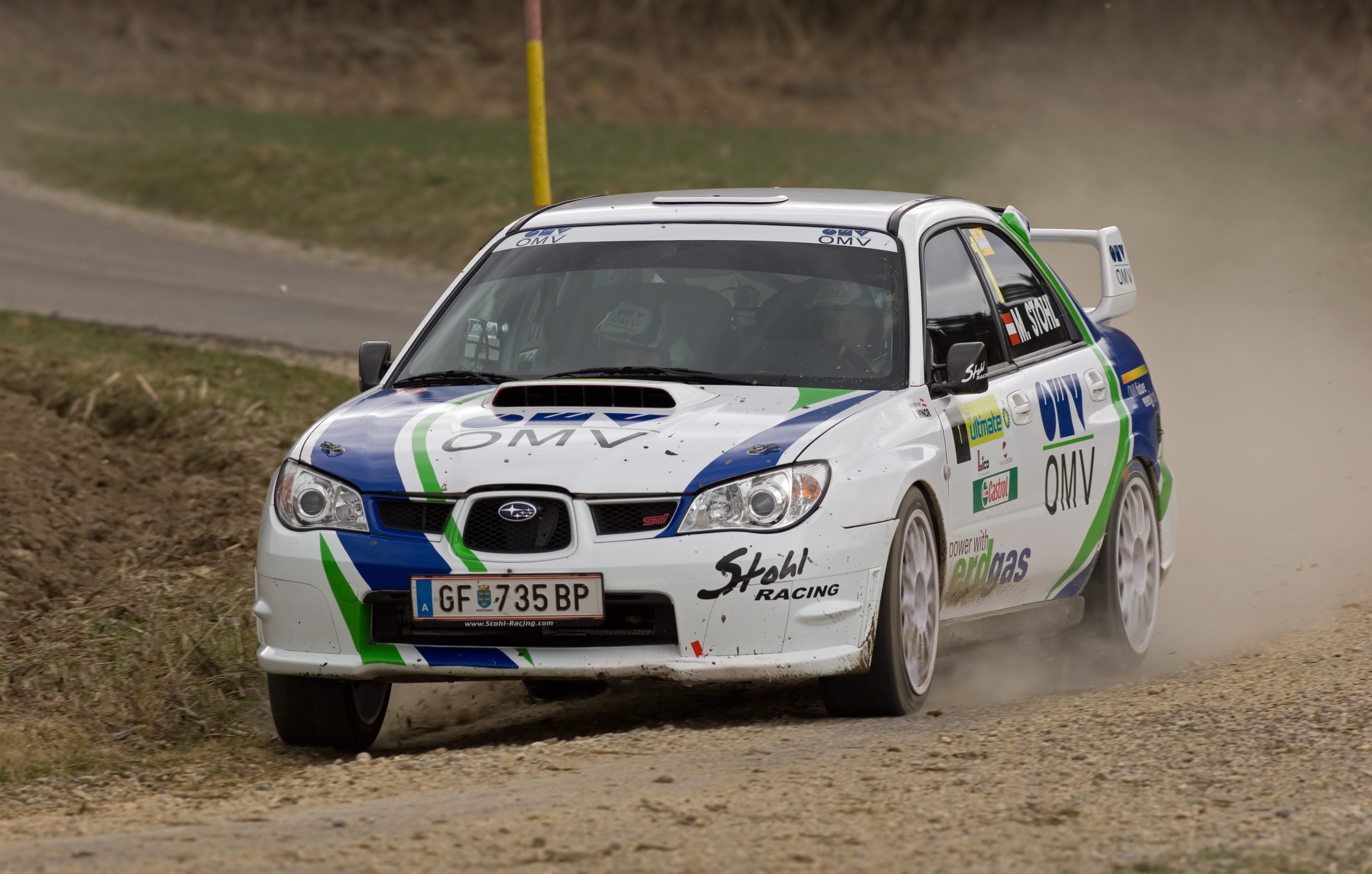
Stohl bei der Lavanttal-Rallye 2009 mit einem Subaru Impreza STI CNG

Manfred Stohl (* 7. Juli 1972 in Wien) ist der Sohn der österreichischen Rallye-Legende Rudi Stohl. 1991 stieg der Mechaniker-Meister als aktiver Fahrer in die Rallye-Szene ein, zuvor hatte er Erfahrungen als Beifahrer seines Vaters gesammelt.
Bisher hat er an weit über 100 Wertungsläufen der Rallye-Weltmeisterschaft (WRC) teilgenommen. Seit 1998 bestreitet er fast alle Bewerbe (sowohl national als auch international) mit seiner Beifahrerin und Technikerin Ilka Minor.
2006 nahm Manfred Stohl als erster Österreicher an allen 16 Rallye-WM-Läufen mit einem Peugeot 307 WRC des Teams Bozian Racing teil. Er war Teamkollege des Norwegers Henning Solberg, des älteren Bruders von Rallye-Weltmeister (2003) Petter Solberg, im OMV Peugeot Norway World Rally Team. Beim ersten Saisonbewerb 2006, der Rallye Monte Carlo, gewann der Wiener erstmals in seiner Karriere zwei Wertungsprüfungen und belegte am Ende den beachtlichen vierten Platz der Gesamtwertung.
2007 fährt Manfred Stohl nach 2005 wieder einen Citroën Xsara WRC von Kronos Racing und wird wie schon 2006 alle WM-Läufe bestreiten. Sein Teamkollege für 6 WM-Läufe ist der Schwede Daniel Carlsson.

## Erfolge (Auszug)
- 2009: Vizemeister in der Gesamtwertung der österreichischen Rallyestaatsmeisterschaft
- 2007: 9. Rang in der Gesamtwertung der FIA-Rallye-Weltmeisterschaft mit 13 Punkten
- 2006: 4. Rang in der Gesamtwertung der FIA-Rallye-Weltmeisterschaft mit 54 Punkten
- 2006: 2. Platz bei der Rallye Wales
- 2006: 3. Platz bei der Rallye Neuseeland
- 2006: 3. Platz bei der Rallye Australien
- 2006: 4. Platz bei der Rallye Argentinien (zugleich Stohls 100. WM-Lauf)
- 2006: 3. Platz bei der Rallye Mexiko
- 2006: 4. Platz bei der Rallye Monte Carlo, mit Bestzeiten in der 17. und 18. Wertungsprüfung
- 2005: 9. Rang in der Gesamtwertung der FIA Rallye-Weltmeisterschaft mit 22 Punkten, somit bester Privatfahrer
- 2005: 3. Platz bei der Rallye Australien
- 2005: 2. Platz bei der Rallye Zypern
- 2000: Rallye-Weltmeister der Gruppe N
- 1998: jeweils der 1. Platz der Gruppe N in Monte Carlo, Korsika und Großbritannien